# Vintenți, Zinkiv
Vintenți (în ucraineană Вінтенці) este un sat în comuna Popivka din raionul Zinkiv, regiunea Poltava, Ucraina.

## Demografie
Componența lingvistică a localității Vintenți
     Ucraineană (65,22%)
     Română (34,78%)
Conform recensământului din 2001, majoritatea populației localității Vintenți era vorbitoare de ucraineană (65,22%), existând în minoritate și vorbitori de română (34,78%).